# Spaniocentra agathoides
Spaniocentra agathoides là một loài bướm đêm trong họ Geometridae.